# Luiz Felipe da Rosa Machado
Luiz Felipe da Rosa Machado (Santa Maria, 20 gennaio 1996) è un calciatore brasiliano, centrocampista del Coritiba in prestito dal Vitória.

## Caratteristiche tecniche
È un mediano.

## Carriera

### Club
Cresciuto nelle giovanili del Grêmio, ha esordito il 28 maggio 2017 in un match perso 4-3 contro lo Sport Recife.

## Statistiche

### Presenze e reti nei club
Statistiche aggiornate al 21 novembre 2017.
| Stagione        | Squadra         | Campionato      | Campionato | Campionato | Coppe nazionali | Coppe nazionali | Coppe nazionali | Coppe continentali | Coppe continentali | Coppe continentali | Altre coppe | Altre coppe | Altre coppe | Totale | Totale | Totale |
| Stagione        | Squadra         | Comp            | Pres       | Reti       | Comp            | Pres            | Reti            | Comp               | Pres               | Reti               | Comp        | Pres        | Reti        | Pres   | Reti   |        |
| --------------- | --------------- | --------------- | ---------- | ---------- | --------------- | --------------- | --------------- | ------------------ | ------------------ | ------------------ | ----------- | ----------- | ----------- | ------ | ------ | ------ |
| 2017            | Grêmio          | A+GAU           | 5+0        | 0          | CB              | 0               | 0               | CL                 | 0                  | 0                  | PL          | 2           | 0           | 7      | 0      |        |
| Totale carriera | Totale carriera | Totale carriera | 5          | 0          |                 | 0               | 0               |                    | 0                  | 0                  |             | 2           | 0           | 7      | 0      |        |

## Palmarès

### Competizioni nazionali
- Coppa del Brasile: 1

Grêmio: 2016

### Competizioni internazionali
- Coppa Libertadores: 1

Grêmio: 2017